# Cantó de Matour
El cantó de Matour és un cantó francès del departament de Saona i Loira, situat al districte de Mâcon. Té 8 municipis i el cap és Matour.

## Municipis
- Brandon
- La Chapelle-du-Mont-de-France
- Dompierre-les-Ormes
- Matour
- Montagny-sur-Grosne
- Montmelard
- Trambly
- Trivy

## Història
| Data d'elecció                           | Identitat             | Partit                        | Qualitat |
| ---------------------------------------- | --------------------- | ----------------------------- | -------- |
| 1945-1967                                | Claudien Nesme        | RPF, després divers droite    |          |
| 1967-1992                                | Philippe Malaud       | RI, després UDF, després CNIP |          |
| 1992-1998                                | Jean-Patrick Courtois | RPR                           |          |
| 1998-                                    | Armand Charnay        | Divers gauche                 |          |
| les dades anteriors no són pas conegudes |                       |                               |          |
|                                          |                       |                               |          |

## Demografia
| A partir de 1990: Població sense dobles comptes |